# Anzing
Anzing è un comune tedesco di 3 577 abitanti, situato nel land della Baviera.